# Festiwal Młodych Talentów Gramy
Festiwal Młodych Talentów – współczesna edycja ogólnopolskiego konkursu muzycznego, nawiązującego do Festiwalu Młodych Talentów, który był organizowany w Szczecinie w latach sześćdziesiątych. Zasadniczą ideą festiwalu jest promocja twórczości młodych polskich twórców z rozmaitych gatunków muzycznych.

## Historia festiwalu
Festiwal reaktywowany został w 2007 r. przez Polskie Radio Szczecin. Pomysłodawcą reaktywacji był animator wydarzeń kulturalnych Wojciech Hawryszuk. Przez pierwsze 5 edycji nosił nazwę Szczeciński Festiwal Młodych Talentów „Gramy”. W efekcie protestu National Academy of Recording Arts and Science, przyznającej dorocznie muzyczną nagrodę Grammy, zrezygnowano z hasła „Gramy”.
W 2012, z uwagi na przypadającą w tym roku 50. rocznicę powstania festiwalu, rolę głównego organizatora przejęła Szczecińska Agencja Artystyczna, która jest instytucjonalnym spadkobiercą Wojewódzkiego Przedsiębiorstwa Imprez Artystycznych, organizatora historycznych edycji festiwalu w latach 1962 i 1963. Wrócono wówczas do historycznej nazwy – Festiwal Młodych Talentów. Pod taką też nazwą odbyła się 7. edycja festiwalu w 2013 r. W 2014 r. festiwal zyskał sponsora strategicznego, EcoGeneratora, co zyskało również odbicie w aktualnej nazwie festiwalu, która brzmi – Festiwal Młodych Talentów „Nowa Energia”.

### Gramy 2007
W ramach koncertów eliminacyjnych w 10 miejscowościach województwa zachodniopomorskiego wyłoniono 16 finałowych wykonawców, którzy 23 czerwca 2007 zagrali na gali finałowej w Teatrze Letnim im. Heleny Majdaniec w Szczecinie. Konkurs wygrała Beata Andrzejewska z Lipian z piosenką Poleż ze mną. Nagrodę publiczności otrzymał zespół Jamajsky Natural ze Świnoujścia za piosenkę Ziomuś. Jako gwiazda wieczoru wystąpił Andrzej Smolik.

### Gramy 2008

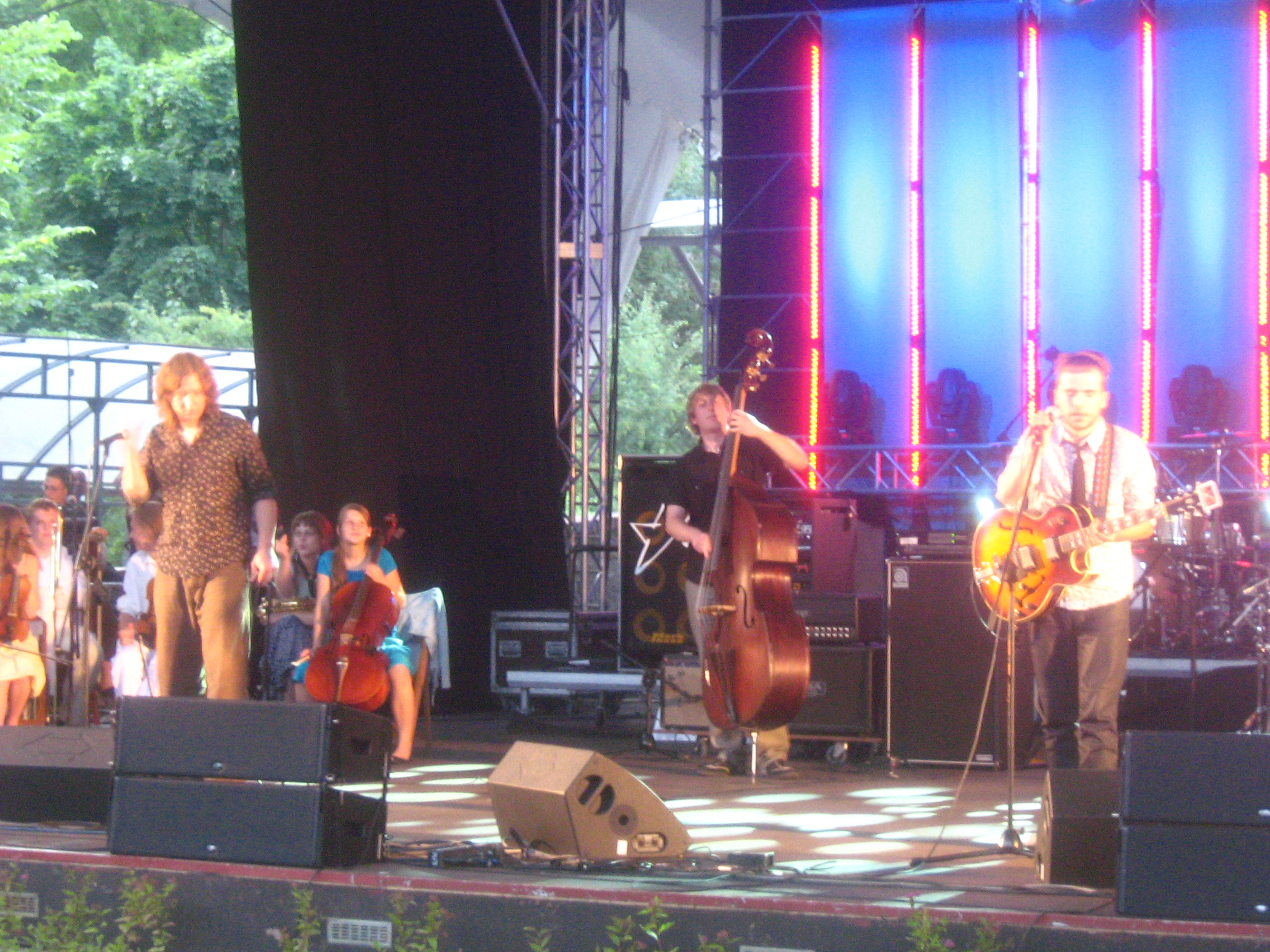
Zespół Limbo podczas występu finałowego w 2008 roku

Podczas preeliminacji w 21 miejscowościach wystąpiło blisko 100 wykonawców. Wyłoniono 21 zespołów które wzięły udział w finale 5 lipca 2008 w Teatrze Letnim w Szczecinie. Grand Prix Festiwalu zdobył zespół Limbo z Krakowa. Michał Augustyniak z tego zespołu zdobył nagrodę dla autora najlepszego tekstu. Zespoły So Cool Band oraz Be Free dostali wyróżnienia, Kalosz Laszlo Nagrodę Publiczności a Robert Narwojsz i Dr Fisher Nagrodę Prezydenta Miasta Szczecin dla najlepszego szczecińskiego zespołu. Kontraktami artystycznymi zostało uhonorowanych siedem zespołów.

### Gramy 2009
Finał odbył się 5 i 6 września w amfiteatrze w Szczecinie. Do konkursu zgłosiło się ok. 200 uczestników.
- Półfinał odbył się 5 września, w którym wystąpiło 20 uczestników: All Sounds Allowed – Wrocław, Awariat Nato – Nowy Sącz, Bimber Polland – Toruń, Ctrl-Alt-Del – Wrocław, Czaqu – Toruń, Iryna Gerus – Ukraina, Elephant Stone – Częstochowa, The Evergreen – Chojnice, Horska Chata – Słowacja, Jamajsky Natural – Świnoujście, Jeźdźcy Ciemności – Warszawa, Londyn – Lublin, Metanoia – Żywiec, Ms. No One – Kraków, oNieboLepiej – Szczecin, Presidents Of Soul – Poznań, Przemek Puk – Sulechów, So Cool Band – Szczecin, Xanadu – Bydgoszcz, ZAKRęT – Śrem.
- Finał odbył się 6 września, w którym wystąpiło 6 zespołów: All Sounds Allowed – Wrocław, Ms. No One – Kraków, Horska Chata – Słowacja, So Cool Band – Szczecin, Xanadu – Bydgoszcz, ZAKRęT – Śrem.
- Główną nagrodę zdobył zespół Ms. No One.
- Nagrodę od Prezydenta zdobył zespół So Cool Band.
- Nagrodę dla najlepszego perkusisty zdobył zespół Horska Chata.
- Nagrodę Polskiego Radia Szczecin za najciekawszą piosenkę w języku polskim zdobył zespół Ms. No One za piosenkę W czasie deszcz.
- W jury zasiadł Stanisław Sojka i Krzysztof Czeczot (aka Pan Czeczi).

### Gramy 2010
Finał odbył się 4 września ponownie w amfiteatrze w Szczecinie. Nadesłano ponad 200 zgłoszeń.
- 2 i 3 września miały miejsce przesłuchania konkursowe, do których zakwalifikowało się 27 zespołów[3].
- W finałowej gali sześć zespołów zagrało po dwie piosenki. W gronie wykonawców znaleźli się Cuba de Zoo, Dead On Time, Naked Brown, Letters From Silence, The Lollipops oraz Transsexdisco.
- Jury stanowili Katarzyna Stróżyk, Piotr Stelmach, Wojciech Hawryszuk, Piotr Rokicki oraz Przemysław Thiele.
- Gwiazdą wieczoru był zespół Coma
- Galę finałową poprowadził Grzegorz Halama
- Nagrodę za najlepszą piosenkę (10000 PLN) otrzymał zespół The Lollipops za utwór Good Girl.
- Nagrodę za najlepszą polską piosenkę (5000 PLN) otrzymał zespół Cuba de Zoo za utwór Grób.
- Nagrodę publiczności otrzymała grupa Dead On Time.
- Nagrodę dla najlepszego instrumentalisty (bon o wartości 2500 PLN) otrzymał Maciej Rekowski z zespołu Naked Brown.
- Nagrodę specjalną (sesja u Piotra Stelmacha) otrzymał duet Letters From Silence[4].
- W 2011 roku ukazała się składanka, na której znalazły się finałowe piosenki wszystkich sześciu zespołów[5].

### Gramy 2011
Finał odbył się 3 września w szczecińskim Teatrze Letnim. Zgłosiło się ponad 300 zespołów.
- 1 i 2 września ponad 20 projektów zaprezentowało się w półfinałach we Free Blues Clubie[6]
- Podobnie jak przed rokiem, o Grand Prix walczyło ostatecznie sześć zespołów: Braty z Rakemna, Buscado, Drekoty, Forma, Rust oraz SoundQ[7]
- W jury znaleźli się m.in. Piotr Stelmach, Piotr Banach i Wojciech Hawryszuk.
- Gwiazdą wieczoru była Ania Dąbrowska
- Na scenie zaprezentował się także ubiegłoroczny zwycięzca nagrody publiczności, czyli zespół Dead On Time
- Grand Prix (10000 PLN) otrzymała grupa SoundQ.
- Nagrodę za najlepszą piosenkę w języku polskim (5000 PLN) dostała grupa Drekoty za utwór Poddania.
- Nagrodę publiczności (5000 PLN) otrzymał zespół Forma
- Tytuł najlepszej instrumentalistki przyznano Oli Rzepce (Drekoty), nagrodą był bon o wartości 2700 PLN do wykorzystania w salonie muzycznym.
- Nagrodę specjalną (2000 PLN), ufundowaną przez Pogotowie Teatralne, przyznano Dorocie Buśko (Buscado) za osobowość sceniczną[8].

### Festiwal Młodych Talentów 2012
Do konkursu zgłosiło się blisko 300 wykonawców z całego kraju. Spośród nich wytypowano 13 do przesłuchań konkursowych, które odbyły się 7 lipca na Małej Scenie Szczecińskiej Agencji Artystycznej. Zespoły oceniało jury w składzie: Wojciech Hawryszuk (pomysłodawca konkursu), Piotr Stelmach (Program Trzeci Polskiego Radia), Piotr Rokicki (Radio Szczecin) i Maciej Cybulski (szczeciński muzyk, aranżer i producent).
Po przesłuchaniach jury wskazało trzech wykonawców, którzy mieli zagrać na gali jubileuszowej 50-lecia Festiwalu Młodych Talentów: Maja Olenderek Ensemble z Warszawy, Back to the Ocean z Warszawy i Trzynasta w samo Południe z Wrocławia.
Zwycięski werdykt podczas gali ogłosił zastępca prezydenta Szczecina, Krzysztof Soska:
- Grand Prix dla zespołu Maja Olenderek Ensemble,
- 2. miejsce dla zespołu Back to the Ocean,
- 3. miejsce dla zespołu Trzynasta w Samo Południe.

Zwycięzcy otrzymali nagrody finansowe w wysokości 12-, 5- i 3-tys. złotych. Gala Jubileuszowa zrealizowana została wespół z TVP2. Zarejestrowany materiał wyemitowano 12 sierpnia w ogólnopolskiej telewizji.

### Festiwal Młodych Talentów 2013
Finał festiwalu odbył się 18–20 października 2013 w Trafostacji Sztuki w Szczecinie. Jury stanowili przedstawiciele szczecińskich mediów oraz instytucji kultury. Formuła festiwalowego konkursu akcentowała twórczość kobiecą. Zgłosić się mogli tylko ci wykonawcy, w których kobiety pełniły kluczową rolę wokalną lub muzyczną. Grand Prix zdobył duet Oho!Koko, wyróżnienia: Wilento/Orłowski i zespół Kurki. W ramach towarzyszącego konkursowi przeglądu muzycznego wystąpili: Aga Zaryan, Mela Koteluk, Rebeka, XXANAXX, Chłopcy Kontra Basia, Iza Lach, Mikromusic.

### Festiwal Młodych Talentów „Nowa Energia” 2014
Dyrektorem artystycznym 8. edycji festiwalu została Katarzyna Nosowska – polska piosenkarka rockowa, rodowita szczecinianka. Nagrodę główną ufundowała wytwórnia muzyczna Kayax. W skład jury, oprócz Katarzyny Nosowskiej w roli przewodniczącej, weszli również: Paweł Krawczyk z zespołu HEY, Piotr Metz (Polskie Radio), Krzysztof Dominik (Kayax) i Przemysław Thiele (Radio Szczecin). Do konkursu zgłosiło się blisko 330 wykonawców z całego kraju.
Finał festiwalu odbył się 24–25 października 2014 r. w Azoty Arenie. Grand Prix zdobył zespół Stonkatank, wyróżnienia – Kapelanka oraz Milky Wishlake. Nagroda Muzeum Polskiej Piosenki w Opolu za najlepszą twórczość w języku polskim otrzymała Kapelanka. W ramach przeglądu muzycznego wystąpili: Łona i Webber, Król, Skubas, Pustki, Fisz Emade, Nosowska.

## Osoby i instytucje zaangażowane w realizację festiwalu w latach 2007–2014
- Wojciech Hawryszuk – pomysłodawca reaktywacji Festiwalu Młodych Talentów
- Katarzyna Nosowska – dyrektor artystyczny i przewodnicząca jury od 2014 r.
- Polskie Radio Szczecin
- Szczecińska Agencja Artystyczna